# Gérard Marais
Pour les articles homonymes, voir Marais (homonymie).
Gérard Marais, né le 19 septembre 1945 à Enghien-les-Bains, est un guitariste, chef d'orchestre et arrangeur musical français. 

## Biographie
Après des études de lettres, il participe dans les années 1970 à un grand nombre de projets de jazz. Il intègre ainsi le groupe Dharma en 1971, participe au Festival de Jazz de Montreux, collabore avec Michel Portal, Burton Greene, Bernard Vitet, Jouk Minor, Colette Magny, Raymond Boni, Stu Martin, Claude Barthélemy et François Méchali, et de nombreux autres artistes.
Plus tard, dans les années 1980 il poursuit son activité, participe à des musiques de film, de ballet, et continue ses collaborations nombreuses. Il fonde en particulier le Big Band de Guitares, qui intègre de nombreuses pointures de la scène jazz française et internationale (notamment Raymond Boni, Claude Barthélemy, Philippe Deschepper, Colin Swinburne et Jacques Mahieux), qui enregistre en 1984.
De 1980 à 1990, il participe au trio Levallet/Marais/Pifarély, avec lequel il enregistre 2 disques, "Instants chavirés" et "Eowyn".
En 1992, il enregistre le disque "Poisson Nageur" avec Emmanuel Bex et Aldo Romano.
Il participe plus tard à la fondation du collectif Zhivaro, qui lui aussi réunit des musiciens de prestige.
En 1999 et en 2000, il enregistre deux CD avec le contrebassiste Renaud Garcia-Fons : Free songs et Acoustic songs.

## Sources
- Philippe Carles, André Clergeat et Jean-Louis Comolli, Dictionnaire du jazz, Éd. Robert Laffont, Coll. Bouquins, Paris, 1994,  (ISBN 2-221-07822-5)